# Donald-Olivier Sié
Donald-Olivier Sié, né le 3 avril 1970, est un footballeur de Côte d'Ivoire reconverti entraîneur et évoluant au poste d'ailier.

## Biographie

### Joueur
Donald-Olivier Sié débute à l'ASEC Mimosas d'Abidjan avant de s'expatrier dans le championnat japonais durant une saison. À son retour il est élu meilleur joueur ivoirien en 1995, puis remporte la Ligue des Champions de la CAF avec l'ASEC d'Abidjan l'année suivante. Il évolue ensuite en France, notamment au Toulouse FC en 1998-1999. Sous la houlette d'Alain Giresse qui remplace Guy Lacombe à la mi-saison, il joue 11 matchs et marque son seul but de la saison contre le PSG.
Lors de la saison suivante il joue en National avec le Racing Club de France football, puis en 2000-2001 avec le Stade de Reims, encore en national. Puis à la fin de la saison il met fin à sa carrière professionnelle, et s’engage avec le club amateur de Tinqueux dans la banlieue rémoise. Après une saison il quitte la Marne pour retourner en périphérie toulousaine et joue avec le JS Cugnaux ou il a notamment participé à la montée en CFA2 en 2005, il y joue jusqu'en 2010.
Donald-Olivier Sié participe à six Coupe d'Afrique des nations avec la sélection ivoirienne et remporte l'édition 1992. Il marque 1 but contre la Zambie lors de cette compétition. Lors de sa dernière participation à la CAN, en 2000, la Côte d'Ivoire ne parvient pas à se qualifier pour les quarts de finale.

### Entraîneur
Donald-Olivier Sié devient en 2010 le relais et l’adjoint de William Prunier, alors entraîneur du club, puis le suit en 2011 à Colomiers. Après une saison comme adjoint de l'équipe une, il devient en 2012 entraîneur de l'équipe 2 de Colomiers, et occupe le poste pendant deux saisons (2012-13 et 2013-14). En 2015-2016 il prend la tête de l'équipe 2 d'un autre club de la région toulousaine : l'Avenir fonsorbais. Il y reste deux saisons. Puis en août 2018 le nouveau président du JS Cugnaux, Jonathan Dhalluin, le nomme à la tête de l'équipe première,, poste qu'il occupe toujours lors de la saison 2020-2021 

## Palmarès
- Côte d'Ivoire
  - Vainqueur de la Coupe d'Afrique des Nations : 1992